# Моллирование
Молли́рование (от лат. mollio — размягчаю, плавлю) — технология формовки промышленных и художественных криволинейных изделий из нагретого листового стекла.

## Принцип действия
Стекло при температуре 600—700 °C становится относительно текучим и медленно деформируется под действием собственного веса, принимая форму опорной поверхности (формы, матрицы). При этом лист сохраняет целостность и гладкость собственной поверхности. Рекомендуемый минимальный радиус кривизны формы для формовки моллированием - 150 мм для стекла толщиной 10 мм.
Моллирование производится в плоской тоннельной печи, в верхней части которой установлены керамические электронагреватели, управляемые микроконтроллером, а в нижней — металлическая опорная поверхность (форма, матрица), на которую горизонтально устанавливается лист (пластина) стекла. Мощность типовых печей для моллирования одиночных листов размером до 2000×1000 мм при толщине до 25 мм достигает 33 кВт. В массовом производстве автостёкол используются поточные тоннельные печи с непрерывным движением форм с заготовками.
Время собственно моллирования - от 2 до 20 часов, за которым следует этап контролируемого охлаждения и отжига, снимающего напряжения в массе стекла.
В процессе моллирования стекло нагревается до температуры более 600°С. При остывании в нем могут возникать остаточные температурные напряжения, которые приводят к разрушению в процессе эксплуатации. Для того, чтобы этого не происходило, необходимо соблюдать технологию процесса, предусматривающую не только определенную скорость подъема температуры нагрева стекла, но и режим охлаждения, при котором в стекле не возникает остаточных напряжений.
Процесс моллирования должен обеспечивать также высокую точность соблюдения геометрии при одновременном сохранении прозрачности стекла.
Спекание отдельных листов (фрагментов, мозаичных плиток) при моллировании — возможно, но не надёжно. Качественное спекание (фьюзинг) стекла проводится при более высоких температурах (850—1100 °C), при этом отдельные листы спекаются в монолитное изделие.

## Применение в промышленности
Моллированием получают относительно простые поверхности (цилиндрические, сферические), используемые в производстве ветровых (лобовых) стёкол автомобилей, современной мебели, архитектурных деталей, аквариумов и т.п. По технологии моллирования создавались оптические элементы некоторых экспериментальных астрономических приборов.

## Техника моллирования в художественном стекле
В отличие от прессования бытовых изделий массового производства техника моллирования позволяет получать изделия «текучей», пластичной формы, напоминающей  скульптуру или лепку из мягких материалов. Впервые технику моллирования в изготовлении уникальных художественных изделий стали применять мастера из  Лотарингии (северо-восточная Франция) в XVIII — XIX веках. Отсюда название «лотарингское стекло».
Во второй половине XIX — начале XX века французские мастера-стеклоделы использовали технику пат-де-вер (фр. pâte de verre — стеклянная масса). Размельчённое в порошок стекло закладывали в металлическую или керамическую (из шамота) форму и нагревали. Масса сплавлялась и заполняла форму без прессования. Аналогичные приёмы использовали в истории стеклоделия, например в Древнем Египте, до изобретения стеклодувной трубки сирийцами в I в. н. э. При таком моллировании невозможно получить прозрачное стекло, поскольку в массе остаются пузырьки воздуха, но эту особенность сознательно использовали художники. Термин «пат-де-вер» появился на  Севрской фарфоровой мануфактуре (Manufacture nationale de Sevres) во Франции, где некоторое время наряду с фарфором изготавливали моллированное молочное стекло и фаянсовые пасты.
Однако наибольшее распространение моллированное стекло получило в искусстве периода модерна. Мастера стиля ар нуво стали использовать в качестве красителей различные окислы металлов, добавляли в стеклянную пасту золотую и серебряную фольгу, кусочки разноцветного стекла, керамики, мраморную крошку, имитируя венецианское «мраморное стекло» и технику миллефиори. Такую технику в сочетаниях со многими другими, столь же необычными, применял выдающийся художник французского стиля  ар нуво Эмиль Галле, а за ним и другие мастера  «Школы Нанси» .
Моллированное стекло использовала в своём творчестве скульптор В. И. Мухина. В 1940 году она была среди основателей Ленинградского завода художественного стекла. Мухина экспериментировала в камерной пластике, используя как прозрачное, так и матированное стекло с помощью травления в растворе плавиковой кислоты. Именно способом моллирования она создавала свои знаменитые скульптуры в стекле. Обработанная кислотой моллированная поверхность небольших камерных скульптурок мягко рассеивала свет, создавая особенный эффект.